# Sciapus stuckenbergi
Sciapus stuckenbergi är en tvåvingeart som beskrevs av Vanschuytbroeck 1957. Sciapus stuckenbergi ingår i släktet Sciapus och familjen styltflugor.
Artens utbredningsområde är Madagaskar. Inga underarter finns listade i Catalogue of Life.